# Žlutý hyperobr
Žlutý hyperobr je velmi hmotná hvězda s rozšířenou atmosférou, která patří do spektrální třídy A až K, s hmotností přibližně 20 až 50-násobku hmotnosti Slunce. U žlutých hyperobrů, mezi něž patří například Ró Cassiopeiae v souhvězdí Kasiopeji, byly pozorovány opakované erupce, kvůli kterým hvězda opakovaně nebo dlouhodobě snižuje svou jasnost. Jeví se jako extrémně vzácné hvězdy ve vesmíru. Kvůli velké rychlosti spotřebování jaderného paliva většinou zůstávají na hlavní posloupnosti pouze několik milionů let a následně vybuchnou jako supernova nebo hypernova.

## Vnitřní struktura
Podle současných fyzikálních modelů hvězd může žlutý hyperobr obsahovat konvektivní jádro obklopené radioaktivní zónou, což je opačně než u hvězd velikosti Slunce, které se skládají z radioaktivního jádra obklopeného konvektivní zónou. Díky extrémně vysokému tlaku v jádrech žlutých hyperobrů jsou části jádra, případně celé jádro, tvořeny z degenerovaného plynu.

## Chromosféra
Díky absolutní velikosti těchto hvězd, navíc se silným magnetickým polem a velkým uvolňováním energie, nedokážou žlutí hyperobři udržovat povrchový materiál tak jako jiné druhy hvězd. Z toho důvodu mají velmi velkou rozšířenou atmosféru. Někdy se kolem nich nachází disk prachu a plynu, který poskytuje možnost vzniku planetárních soustav kolem těchto hvězd.

## Známí žlutí hyperobři
- Ró Cassiopeiae
- V382 Carinae
- HD 217476 (také v souhvězdí Kasiopeja, V509 Cas)[2]
- HR 8752
- IRC + 10420